# أبو السعود (صعفان)

تعديل مصدري - تعديل

أبو السعود هي إحدى قرى عزلة مدول بمديرية صعفان التابعة لمحافظة صنعاء، بلغ تعداد سكانها 316 نسمة حسب تعداد اليمن لعام 2004.